# Lehrerbildungsgesetz
Aufgrund der Zuständigkeit der deutschen Bundesländer für das Schulwesen nach dem Grundgesetz Art. 7 können diese die Aus-, Fort- und Weiterbildung der Lehrkräfte über ein Lehrerbildungsgesetz regeln.
Insbesondere werden darin der Erwerb der Lehrbefähigung (Schulart und Unterrichtsfächer), die Phasen der Lehrerausbildung an den ausbildenden Hochschulen, Studienseminaren und anderen Einrichtungen, die notwendigen Prüfungen sowie die Lehrerfortbildung, ggfs. auch die Lehrerweiterbildung geregelt. 
Mehrere Länder haben kein besonderes Lehrerbildungsgesetz, sondern regeln zum Beispiel die Laufbahnen über das Landesbeamtengesetz bzw. das Dienstrechtgesetz oder andere Bildungsaufgaben über das Schulgesetz. In den Gesetzen wird ein Verordnungsrecht der zuständigen Landesministerien für weitere Bestimmungen verankert. 
Bayern verabschiedete bereits 1958 ein erstes Lehrerbildungsgesetz, bei dem die konfessionelle Ausrichtung der Volksschullehrer hochumstritten war.

## Lehrerbildungsgesetze der deutschen Bundesländer
- Bayerisches Lehrerbildungsgesetz (BayLBG) in der Fassung der Bekanntmachung vom 12. Dezember 1995.
- Berlin: Lehrkräftebildungsgesetz (LBiG) 2011
- Brandenburgisches Lehrerbildungsgesetz (BbgLeBiG) 2012
- Bremisches Ausbildungsgesetz für Lehrämter (BremLAG) 2006
- Hessisches Lehrerbildungsgesetz 2011
- Mecklenburg-Vorpommern: Lehrerbildungsgesetz (LehbildG M-V) 2014
- NRW: Lehrerausbildungsgesetz (LABG) 2009
- Saarländisches Lehrerinnen- und Lehrerbildungsgesetz (SLBiG) 1999
- Lehrkräftebildungsgesetz Schleswig-Holstein (LehrBG) 2014
- Thüringer Lehrerbildungsgesetz (ThürLbG) 2008

Die angegebenen Jahreszahlen meinen die erste Verabschiedung, nicht die letzte gültige Fassung. Änderungen sind immer aufwändig, da die Landtage zustimmen müssen.

## Einzelbelege
1. ↑  Übersicht Lehrerprüfungen. Abgerufen am 20. Juli 2020.
2. ↑  (4) Die Lehrerweiterbildung ist in der Regel berufsbegleitend organisiert. Sie zielt hauptsächlich auf den Erwerb einer zusätzlichen Lehrbefähigung oder einer Unterrichtserlaubnis in einem weiteren Fach oder in einer Fachrichtung derselben Schulart oder in einer anderen Schulart oder auf den Erwerb einer zusätzlichen pädagogischen Befähigung ab. Darüber hinaus dient sie der berufsbegleitenden Nachqualifikation von im staatlichen Schuldienst eingestellten Lehrkräften. (ThürLbG § 3 Abs. 4)
3. ↑  BAYERN : Der Mensch wird verführt - Der Spiegel 2/1958. Abgerufen am 20. Juli 2020.